# Белвью (город, Миннесота)
Белвью (англ. Belview) — город в округе Редвуд, штат Миннесота, США. На площади 2,4 км² (2,4 км² — суша, водоёмов нет), согласно переписи 2002 года, проживают 412 человек. Плотность населения составляет 168,4 чел./км².
- Телефонный код города — 507
- Почтовый индекс — 56214
- FIPS-код города — 27-05050[1]
- GNIS-идентификатор — 0639908[2]